# Največje uspešnice (album, Prizma)
Največje uspešnice je kompilacijski album skupine Prizma. Skladbe z albuma so bile posnete med letoma 1974 in 1984 v ljubljanskih studijih: Akademik, Tivoli in Metro. Album je izšel leta 1995 pri založbi ZKP RTV Slovenija.

## Seznam skladb
| Št. | Naslov                      | Pisec                         | Dolžina |
| --- | --------------------------- | ----------------------------- | ------- |
| 1.  | „Pogum‟                     | Danilo Kocjančič/Drago Mislej | 3:26    |
| 2.  | „Glas noči‟                 | Danilo Kocjančič/Drago Mislej | 3:06    |
| 3.  | „Tujca‟                     | Franci Čelhar/Drago Mislej    | 3:42    |
| 4.  | „Zasidran‟                  | Danilo Kocjančič/Drago Mislej | 3:00    |
| 5.  | „Senca‟                     | Danilo Kocjančič/Drago Mislej | 4:05    |
| 6.  | „Stare slike‟               | Franci Čelhar/Drago Mislej    | 4:15    |
| 7.  | „Kralj Matjaž‟              | Danilo Kocjančič/Drago Mislej | 3:41    |
| 8.  | „Od enih do treh‟           | Danilo Kocjančič/Drago Mislej | 3:32    |
| 9.  | „Moje laži so vse kar imam‟ | Danilo Kocjančič/Drago Mislej | 3:50    |
| 10. | „Budnica‟                   | Danilo Kocjančič/Drago Mislej | 2:56    |
| 11. | „V petek zvečer‟            | Franci Čelhar/Drago Mislej    | 2:53    |
| 12. | „Pesem za drugo‟            | Franci Čelhar/Drago Mislej    | 3:18    |
| 13. | „Moj oče filmski superstar‟ | Franci Čelhar/Daniel Levski   | 3:30    |
| 14. | „Jutri moži se moje dekle‟  | Franci Čelhar/Zoran Debenjak  | 2:52    |
| 15. | „Dobrodošli‟                | Danilo Kocjančič/Drago Mislej | 3:12    |
| 16. | „Sama sva‟                  | Franci Čelhar/Drago Mislej    | 3:45    |
| 17. | „Dolgčas‟                   | Franci Čelhar/Drago Mislej    | 3:11    |
| 18. | „Ta moška‟                  | Danilo Kocjančič/Drago Mislej | 3:15    |
| 19. | „Elektrošok‟                | Danilo Kocjančič/Drago Mislej | 3:35    |
| 20. | „Oprosti Anja‟              | Dušan Šandrič                 | 3:48    |

## Zasedba

### Prizma
- Vladimir Mljač – solo vokal, bobni
- Igor Kos – kitara, vokal
- Danilo Kocjančič – bas kitara, vokal
- Franci Čelhar – klaviature, vokal